# مركبة فضائية غير مأهولة
المركبة الفضائية غير المأهولة أو المركبة الفضائية الآلية هي مركبة فضائية لا تحمل أشخاص على متنها، وتستخدم في رحلات الفضاء الروبوتية، وقد تكون مُستقلة تمامًا عن التدخل البشري أو يتم التحكم فيها عن بُعد، حيث تحتوي على قائمة مبرمجة مسبقًا من العمليات التي يتم تنفيذها ما لم يتم إصدار تعليمات بخلاف ذلك. غالبًا ما تسمى المركبة الفضائية الآلية للقياسات العلمية بمسبار فضائي أو مرصد فضائي.
العديد من المهمات الفضائية أكثر ملاءمة للعمليات الروبوتية مقارنة بالعمليات المأهولة، وذلك بسبب انخفاض التكلفة وعوامل الخطر. بالإضافة إلى أن بعض الوِجهات الكوكبية مثل الزهرة أو جوار المشتري مُعادية للغاية لبقاء الإنسان، بإستخدام التكنولوجيا الحالية. بينما الكواكب الخارجية مثل زحل وأورانوس ونبتون فهي بعيدة جدًا بحيث لا يمكن الوصول إليها بإستخدام تكنولوجيا الرحلات الفضائية المأهولة الحالية، لذا فإن المَسَابير الفضائية هي الطريقة الوحيدة لاستكشافها. كما تسمح الروبوتات باستكشاف المناطق دون تعريضها للتلوث بالكائنات الحية الدقيقة من كوكب الأرض حيث يمكن تعقيم المركبات الفضائية. لا يمكن تعقيم البشر بنفس الطريقة التي يتم بها تعقيم المركبات الفضائية، حيث يتعايش البشر مع العديد من الكائنات الحية الدقيقة، كما يصعب احتواء هذه الكائنات الحية الدقيقة داخل مركبة فضائية أو بدلة فضاء.
كانت أول مهمة فضائية غير مأهولة هي المسبار السوفيتي سبوتنيك، التي أُطلقت في 4 أكتوبر 1957م لتدور حول الأرض. تقريبًا جميع الأقمار الصناعية ومركبات الهبوط والمركبات الجوالة هي مركبات فضائية آلية. ليست كل مركبة فضائية غير مأهولة مركبة فضائية آلية. تُعتبر المهام الفضائية التي يكون على متنها حيوانات وليس البشر بالمهام غير المأهولة.
تتمتع العديد من المركبات الفضائية السكنية بمستويات متفاوتة من الميزات الآلية. على سبيل المثال، كانت محطات الفضاء ساليوت 7 ومير، ومحطة الفضاء الدولية «زاريا»، قادرة على القيام بمناورات التوجيه عن بعد للحفاظ على المحطة والالتحام باستخدام مركبات الإمداد والوحدات الجديدة. وتستخدم مركبات الإمداد غير المأهولة بشكل متزايد في محطات الفضاء المأهولة.

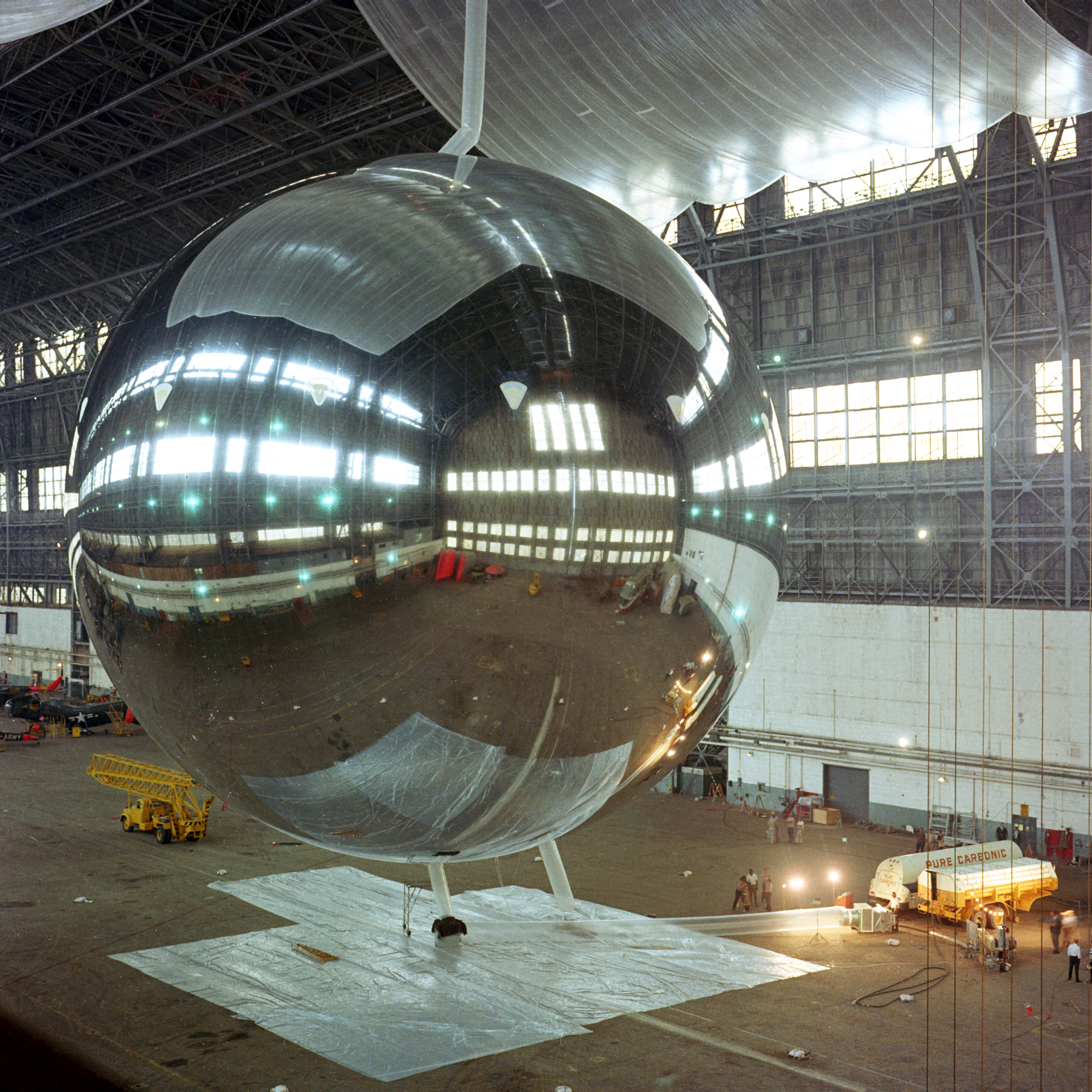
اختبار قمر PAGEOS الصناعي

## اقرأايضا
- هايابوسا 2 مركبة فضائية